# Монте дел Ре (Болоња)
Монте дел Ре (итал. Monte del Re) је насеље у Италији у округу Болоња, региону Емилија-Ромања.
Према процени из 2011. у насељу је живело 14 становника. Насеље се налази на надморској висини од 288 м.